# Bibliothèque nationale de la République argentine

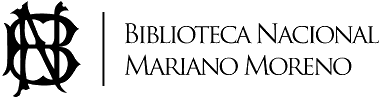
Logo

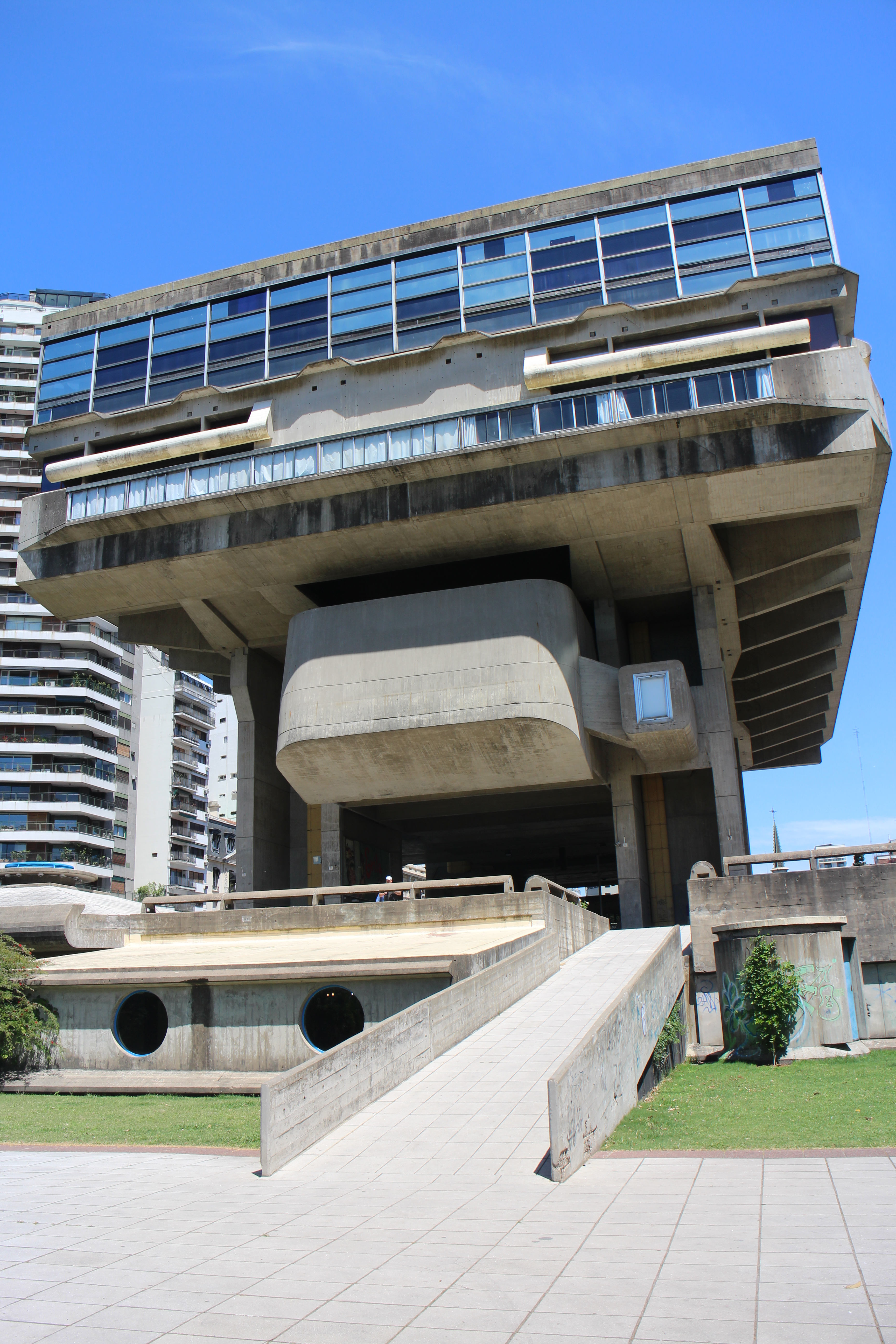
Édifice de la Bibliothèque nationale, inauguré en 1992

La Bibliothèque nationale de la République argentine (Biblioteca Nacional de la República Argentina) est la bibliothèque la plus importante d'Argentine. Actuellement elle est située dans le quartier de Buenos Aires appelé Recoleta, dans un bâtiment de style plutôt brutaliste, et ce depuis 1992. Auparavant, inaugurée en 1810, elle se situait dans un édifice situé dans la Manzana de las Luces.

## Histoire
La Bibliothèque nationale fut créée par un décret de la Première Junte argentine le 7 septembre 1810, sous le nom de Biblioteca Pública de Buenos Aires. Son premier emplacement fut le coin formé par les rues calle Moreno et calle Perú, dans l'îlot connu actuellement sous le nom de Manzana de las Luces. Son premier matériel bibliographique fut donné par des institutions comme le Cabildo Eclesiástico et le Real Colegio San Carlos (Collège royal San Carlos), et divers  particuliers comme Luis Chorroarín et Manuel Belgrano.
Mariano Moreno fut désigné Protecteur de la Bibliothèque en 1810, tandis que Cayetano Rodríguez et Saturnino Segurola furent désignés respectivement premier et second bibliothécaire. En janvier 1811 la direction fut assumée par Luis Chorroarín, qui se maintiendra jusqu'en 1821. De 1822 à 1828 Manuel Moreno exerça la charge, et la bibliothèque comptait à cette époque un patrimoine considérable : plus de 17 000 volumes en 1823. 
En 1881, la Biblioteca Pública comptait 7 715 lecteurs, et 32 600 volumes l'année suivante. 
Le 5 octobre 1884, le premier directeur national fut désigné, et depuis lors, elle est officiellement connue comme Bibliothèque nationale.
Le 19 janvier 1885, Paul Groussac assuma la charge de gérer la bibliothèque, et ce jusqu'en 1929. Durant sa gestion le patrimoine bibliographique connut une énorme expansion (62 707 volumes en 1893). Un nouveau siège fut construit non loin de là, 500 mètres plus au sud, dans la calle México no 564, dans un bâtiment construit et adapté par l'architecte italien Carlos Morra. Le nouvel emplacement fut inauguré en 1901. Ce bâtiment dut déjà être agrandi en 1906, si bien qu'il atteignit le coin de la calle Perú. 
Il faut aussi souligner la gestion du prestigieux écrivain Jorge Luis Borges, qui remplit la tâche de directeur de 1955 à 1973. Durant sa gestion, il s'efforça d'obtenir la construction d'un nouveau siège, rendu nécessaire étant donné l'énorme patrimoine que comptait la bibliothèque. Dans la loi no 12.351 de 1960 on prévit à cet effet trois hectares situés entre les avenues del Libertador et Las Heras, et les rues calle Agüero et calle Austria, dans le quartier de Recoleta. 
Le travail fut adjugé aux architectes Clorindo Testa, Alicia Cazzanica et Francisco Bullrich, tandis que la construction devait être à charge de la Compañía Argentina de Construcciones.
La première pierre fut posée le 13 octobre 1971, onze ans après la sanction de la loi.
Le nouvel édifice fut enfin inauguré le 10 avril 1992, et le déménagement se termina en septembre 1993. L'ancien bâtiment de la calle México devint le 
Centro nacional de la Música.

## Description
Le nouvel édifice, d'un style « brutaliste » assez agressif, comporte trois dépôts souterrains, dont deux destinés aux livres et permettant d'y stocker trois millions d'exemplaires. Le troisième est destiné à héberger des revues et des journaux, avec une capacité de cinq cent mille exemplaires. 
En outre, l'École nationale de bibliothécaires fonctionne actuellement en ces lieux.

## Collections
La Bibliothèque comporte une bibliothèque vocale, le fonds bibliographique du Trésor (où l'on garde une grande quantité de matériel bibliographique de grande importance historique et culturelle), une salle de Mapothèque (cartes géographiques) et de matériels spéciaux, ainsi que la salle de lecture pour non-voyants.

### Incunables
Les incunables sont les livres édités entre la création de l'imprimerie et le début du 
XVIe siècle. La Bibliothèque en compte 21, qui, bien que peu nombreux, sont de grande qualité.

## Directeurs/Paul Groussac
Bruno, Paula, Paul Groussac. Un estratega intelectual, Buenos Aires, Fondo de Cultura Económica, 2005.
Bruno, Paula (Estudio preliminar y selección de textos), Travesías intelectuales de Paul Groussac, Buenos Aires, Editorial de la Universidad Nacional de Quilmes, 2005.

### Sources
- Décret 570/2004 du Pouvoir Exécutif National